# Ficus luschnathiana
Ficus luschnathiana, comúnmente llamado higuerón o  yvapoí o guapoí (del guaraní yva-po'y), es una especie de planta epifita  de la familia Moraceae. Es endémica de Brasil, Argentina, Paraguay, Uruguay y Bolivia.

## Descripción
Es un árbol monoico, siempreverde, epifita y estrangulador, lactescente, con siconos subglobosos. La polinización se hace mediante simbiosis con himenópteros de la familia Agaonidae (género Pegoscapus o Pleistodontes), habiendo protoginia.

## Taxonomía

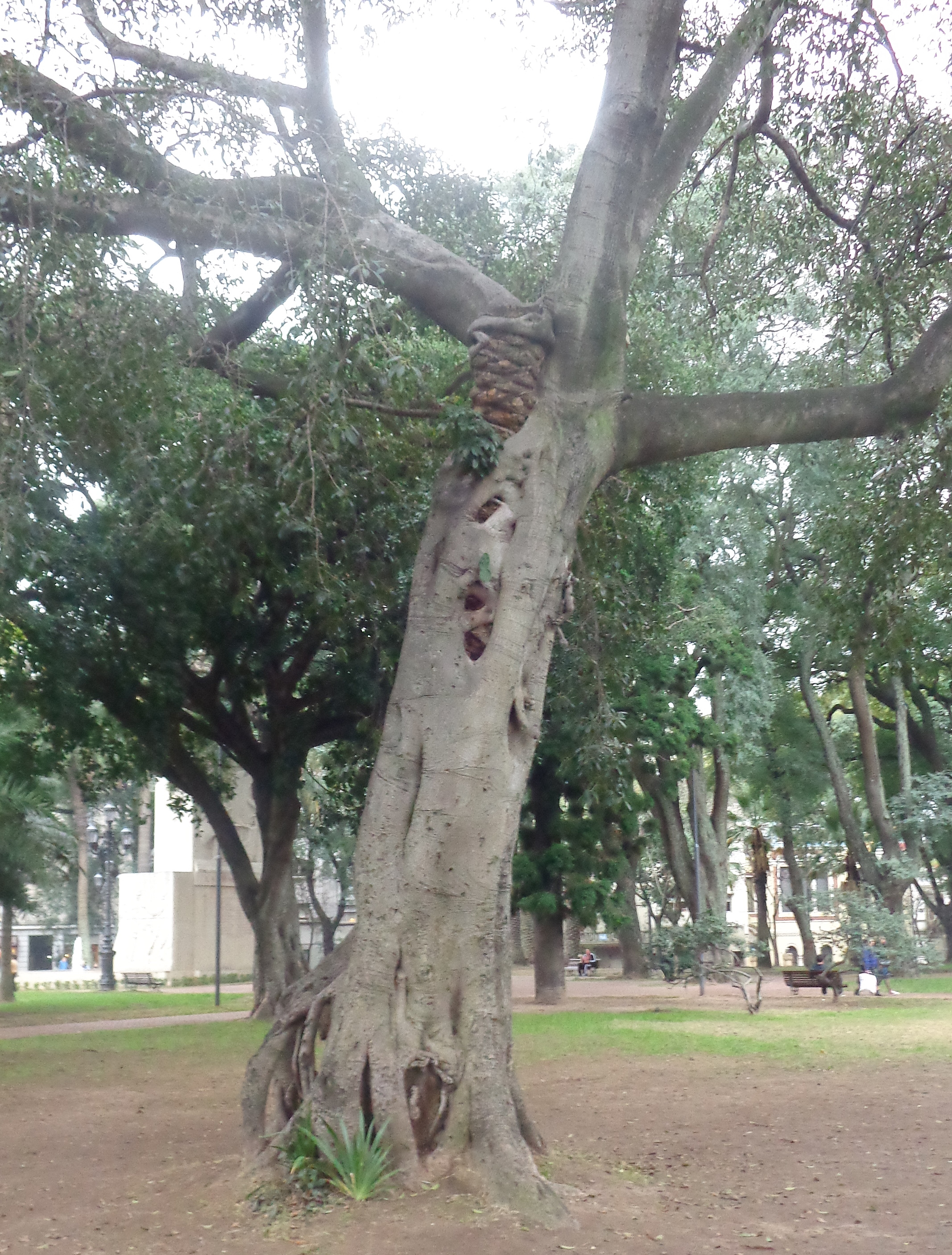
Ibapoy en Parque Lezama, Ciudad de Buenos Aires.

Ficus luschnathiana fue descrita por (Miq.) Miq. y publicado en Annales Museum Botanicum Lugduno-Batavi 3: 298. 1867.
Etimología
Ficus: nombre genérico que se deriva del nombre dado en latín al higo.
luschnathiana: epíteto
Sinonimia
- Ficus diabolica Herter
- Ficus diabolica f. laurina Herter
- Ficus diabolica f. maior Herter
- Ficus diabolica f. minor Herter
- Ficus erubescens Warb. ex Glaz.
- Ficus horquetensis Chodat
- Ficus ibapophy Orb. ex Hauman & Irigoyen
- Ficus monckii Hassl.
- Ficus monckii var. san-martinianus Parodi
- Ficus monckii f. subcuneata Hassl.
- Ficus speciosa Rojas Acosta
- Urostigma luschnathianum Miq.[3]

## Nombres comunes
Agarrapalo, ibapoy, higuerón, guapo'y.